# لورا داي
لورا داي (بالإنجليزية: Laura Day)‏ هي كاتِبة أمريكية، ولدت في 22 مارس 1959.